# Michael Thomas McGillion
Michael Thomas „Tom“ McGillion (* 15. Juli 1885 in Dunedin, Neuseeland; † Juli 1962 in Sydney, Australien) war ein neuseeländischer Segelmacher, Heizer und Schauermann sowie Expeditionsteilnehmer in die Antarktis. Er war an zwei Expeditionen des Goldenen Zeitalters der Antarktisforschung beteiligt.

## Leben
McGillion, der in manchen Quellen fälschlich unter den Namen „McGillan“ und „McGillon“ geführt wird, wurde als Sohn von Michael McGillion (1855–unbekannt), einem Immigranten aus Irland, und dessen Frau Helen (geborene Conway, 1860–unbekannt) geboren. Er schloss sich als Kadett der Handelsmarine an.
Er war auf dem norwegischen Schiff Rona tätig, dass in der Tasmansee operierte, bevor er am 30. November 1908 auf der Nimrod als einer von zwei Segelmachern anheuerte, um an der Nimrod-Expedition (1907–1909) des britischen Polarforschers Ernest Shackleton teilzunehmen. Das Schiff befand sich zu jener Zeit zur Überholung im Hafen von Lyttelton in Vorbereitung auf die Abholung der Expeditionsteilnehmer, die sich seit Januar 1908 im Zielgebiet der Expedition auf der antarktischen Ross-Insel befanden und von dort aus Erkundungsmärsche im Viktorialand und in Richtung des geographischen Südpols unternahmen.
Am 3. Januar 1909 starteten der Navigationsoffizier Aeneas Mackintosh und McGillion von der Packeiskante, die die Nimrod auf Höhe der Beaufort-Insel erreicht hatte, zu Fuß mit einem Proviantschlitten im Schlepp einen gewagten Vorstoß über brüchiges Meereis zur Nordküste der noch rund 20 km entfernten Ross-Insel, die sie mit äußerster Mühe am folgenden Tag unweit von Kap Bird erreichten. Nachdem sie dort eine mehrtägige Rast eingelegt hatten, um sich von den Strapazen zu erholen und ihre Schneeblindheit auszukurieren, brachen sie am Morgen des 11. Januar wieder auf. Auf der restlichen Strecke mussten sie ein Schneefeld kreuzen, auf dem McGillion in eine Gletscherspalte stürzte, sich aber mit Mackintoshs Hilfe befreien konnte. Erst 36 Stunden nach ihrem Aufbruch erreichten sie, durch schwieriges Gelände und einen Schneesturm zwischenzeitlich behindert, hungrig und durstig am Abend des 12. Januar 1909 die Hütte am Kap Royds. Die Nimrod hatte dieses Basislager bereits am 7. Januar erreicht. Am 26. Januar wurde die Westgruppe am Butter Point, am 4. Februar die Nordgruppe am Relief Inlet und schließlich am 4. März die Südgruppe am Hut Point an Bord genommen. McGillion hatte neben Alistair Mackay und Douglas Mawson der von Shackleton geführten Rettungsgruppe angehört, die Eric Marshall und Jameson Adams vom 2. bis 4. März von deren Lager auf dem Ross-Schelfeis zum Schiff zurückgeführt hatte. Am 24. März 1909 erreichte das Schiff wieder Lyttelton, wo McGillion am 3. April abmusterte.
Danach kehrte McGillion als Heizer an Bord der Terra Nova bei der Terra-Nova-Expedition (1910–1913) unter Robert Falcon Scott noch einmal in die Antarktis zurück. Im Anschluss daran heiratete er Mabel Richardson (1889–1958), mit der er die Söhne Michael (1914–1945), der am 17. Mai 1945 bei der Schlacht von Tarakan getötet wurde, und Robert (1916–1982) bekam. Im Ersten Weltkrieg diente er bei der New Zealand Defence Force im medizinischen Korps auf der SS Maheno, einem Lazarettschiff, das zu jener Zeit im Ärmelkanal zur Versorgung Verwundeter an der Westfront operierte. Danach lebte er mit seiner Familie in Sydney, wo er als Gepäckträger bei der Eisenbahn arbeitete und 1962 starb.
Für seine Leistung bei den Antarktisexpeditionen wurde MGillion mit der silbernen Ausführung der Polar Medal ausgezeichnet.